# 女囚映画

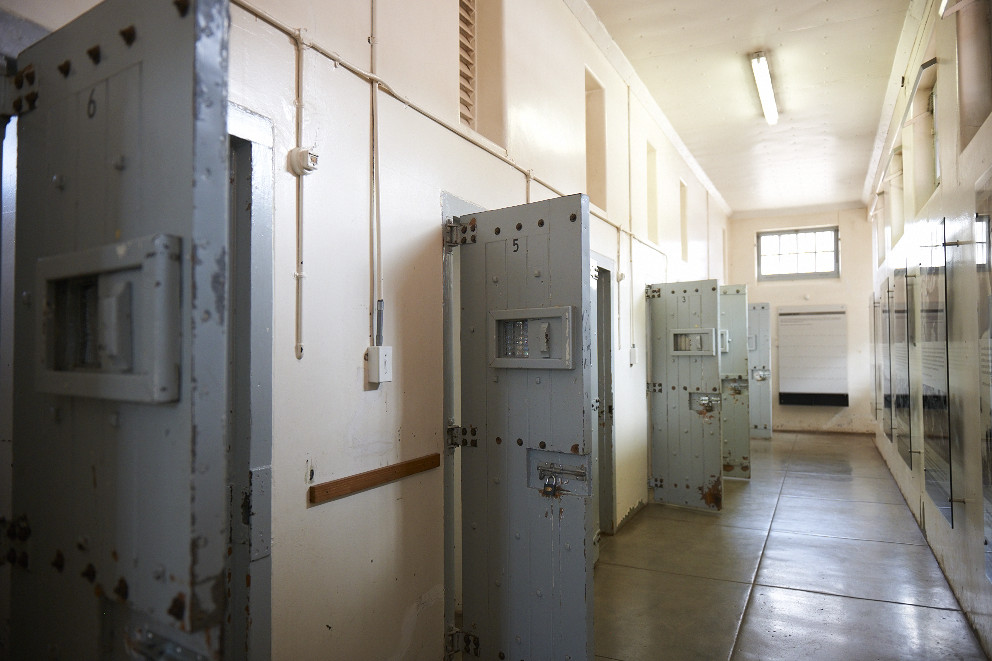
女性刑務所の独房

女囚映画（じょしゅうえいが、英語: women in prison film、または、WiP film）とは、サディスティックな男性または女性の刑務所長や看守、他の受刑者たちから、性的・身体的虐待を受ける女性受刑者を主人公とする映画のことを指す。
20世紀初頭に始まり、現在に至るまで続くエクスプロイテーション映画におけるサブジャンルのひとつである。
また、このジャンルでは、投獄された女性がレズビアン・セックスをする作品も多い。
女囚映画は、ポルノとして意図されたフィクション作品の一面も持ち、刑務所に収監されている女性たちのエロティックな危難が描かれる場合もある。柔軟なフォーマットと、1960年代の映画検閲の緩和により、映画製作者は覗き行為（裸にしての検査、集団シャワーシーン、キャットファイト）や、性的ファンタジー（レズビアン、レイプ、性的奴隷）、フェチズム（緊縛、ムチ打ち、屈辱的行為）、サディズム（殴打、拷問、虐待）といったより過激なフェチを描写することができた。
18世紀に発表された、ドゥニ・ディドロの小説『修道女』がこのジャンルを先取りしていた可能性もあるが、このような映画に先立ち、1950年代から1960年代にかけて、純粋な冒険小説誌であるArgosy誌などの男性向け雑誌に、（映画ではなく小説という形であるが）獄中の女性をポルノのように表現する手法が見られた。ナチスが苦難に陥る乙女を苦しめるというのは、この手の雑誌で特によく見られるものだった。

## 主な特徴
ほとんどの女囚映画では、ストックキャラクターと定型的な状況が登場する。囚人仲間のキャラクターには、皮肉屋の娼婦や告げ口などで人を巧みに操る密告者、攻撃的なレズビアンが登場することもある。女性犯罪者は通常、性的な側面を強調して描かれたり、同性愛関係に執着する女性として描かれたりする。刑務所における当局者（所長や看守）は、たいてい残酷な女性で、彼女自身も典型的な「刑務所のレズビアン」のバリエーションである。
女囚映画でよくあるシーンは以下の通り：
- 無実の少女（またはグループ）が、男性またはレズビアンの所長（『チェーンヒート』（1983年）のように囚人売春組織を運営することもある）が責任者として君臨する刑務所や少年院に送られる。
- 所持品を棄てられたり、裸にされ集団で身体検査されたり、シャワーなどを含む「歓迎」の儀式（ときには、欲求不満な女性受刑者に品定めするように見られながら）[3]。
- 囚人と看守のレズセックスシーンや、女性囚人が男性看守にレイプされる（または売春を強要される）シーンなど
- 重労働（床磨きや、ココナツ切り、穴掘りなど。時には全裸で）を課せられた女性囚人たち。
- 裸足にさせられたり、露出が多く胸もあらわな囚人服を着せられたりするなど、制限的で不快な服装規定がある。
- 囚人同士の喧嘩（時にはシャワー室の中で、あるいは泥にまみれて。多くの場合裸のままで）
- 看守による殴打
- 脇役の自殺や死[3]
- 罰としてホースで水を噴射される女囚[3]

物語は、喧嘩や脱獄の試み、刑務所の火事や地震などの天災など、何らかの反乱行為でピークを迎える。その後、悪党が殺され、囚人が解放される蜂起シーンや脱出シーンが続く。時には、新人の囚人が汚職を調査する潜入記者（『バージン・プリズン/第69処女拷問収容所』（1980年）のように）や、政治犯を救出するために派遣された政府工作員（『バトルプリズン / 女囚肉弾（Caged Heat II: Stripped of Freedom）』や『ラブ・キャンプ7』）だったことが判明することもある。最も一般的な展開としては、その女性囚人が悪へと堕落しないように、善なる心を保たせてくれる男性（恋人や父親、神父）と邂逅することで、家族的で異性との関係を伴った獄中生活とは異なる普通の人生を取り戻せるようになることが挙げられる。

## 歴史
サイレント映画時代、女性を主役にした犯罪ドラマは数本しかなかった。そのような犯罪ドラマでの役を完成させたサイレント映画のスターがプリシラ・ディーンで、出演作としては特に『The Wicked Darling』（1919年）と『法の外』（1920年）が有名である。しかし、ハリウッドが部分的に女性刑務所を舞台にした映画を作り始めたのは1930年代に入ってからで、クレア・ルースが出演した『河上の別荘』（1930年）や、バーバラ・スタンウィック主演の『女囚の意気地』（1933年）、ジーン・ハーロウ主演の『春の火遊び』（1933年）、ジェーン・ブライアン主演『Girls on Probation』（1938年）などがあるが、総じてほんの一部のシーンが刑務所内で行われていたに過ぎなかった。女囚に焦点を当てた映画は、1930年代に、若いヒロインが刑務所を経由して正しい人生への道を示されることになるというメロドラマとして発展した。それらの映画はパルプ雑誌やペーパーバックの影響を受けており、この時期にB級映画として人気を博した。1950年代に入ると、アメリカ合衆国にてエリノア・パーカーとアグネス・ムーアヘッドが主演した『女囚の掟』（1950年）や、アン・フランシスとリタ・モレノ主演の『So Young, So Bad』（同じく1950年）、アイダ・ルピノとクレオ・ムーアが出演した『Women's Prison』（1955年）、あるいはイギリスのグリニス・ジョンズとダイアナ・ドースが出演した『The Weak and the Wicked』（1954年）を皮切りに、全編が女性用の矯正施設内で展開される映画が撮られるようになった。
第二次世界大戦中にドイツや日本で抑留された女性捕虜を描いた映画として『Two Thousand Women』や『三人の帰宅』などが作られた。
このジャンルを新しい方向へと進めた作品は、1969年にアメリカで興行的に大成功したジェス・フランコ監督の『99 Women』であった。また、同年の『ラブ・キャンプ7』も、最初にして純粋なエクスプロイテーション映画のひとつで、女囚映画やナチスプロイテーションというジャンルに影響を与えた。
1979年から1986年まで、オーストラリアで大ヒット女性監禁ドラマ『Prisoner: Cell Block H』が通算8シーズン全692話も放映された。
1999年、イギリスのテレビ局ITVで人気テレビシリーズ『Bad Girls』の放映が始まった。『Bad Girls』は、これまでの刑務所ドラマとは一転して、刑務所での女囚の生活や性行為を異なる視点から描いている。社会学者のDidi Hermanは、「異性愛規範の文脈の枠内でしかレズビアンやゲイのキャラクターを登場させない他の主流テレビ番組とは異なり、『Bad Girls』はレズビアンのセクシュアリティを普通のことで、望ましく、ありそうなものとして表現している」と述べている。
女囚映画の多くは、現在でもイギリスではBBFCによって上映が禁止されている。その中には、『ラブ・キャンプ7』（2022年に上映禁止）や『女体調教人アマゾネス』（2004年に上映禁止）があるが、これらの映画にはかなりの性暴力シーンが含まれ、後者の場合では、制作時に未成年である16歳の女優が出演していたため、英国の法律上は児童ポルノに相当するとの理由から上映禁止が続いている。

### アメリカ
米国を舞台にした従来の女囚映画の例としては、以下のようなものがある：
- 『コンクリート・ジャングル（英語版）』　The Concrete Jungle（1982）
- 『チェーンヒート』　Chained Heat （1983） - リンダ・ブレア、タマラ・ドブソン、シビル・ダニング出演
- Cell Block Sisters（1995）
- 『チェーンド・ボディ/非合法女子刑務所』　Caged Hearts（1995）
- 『虐殺バッドガールズ/地獄の女刑務所』　Bad Girls Dormitory（1985）
- Under Lock & Key（1991）
- Caged Fear (1991)
- 『女囚の掟』　Caged（1950）
- 『連鎖犯罪/逃げられない女』　Freeway（1996） - リース・ウィザースプーン、ブリタニー・マーフィ出演
- 『ストレンジャー・インサイド』　Stranger Inside（2001）

リンダ・ブレア主演の『レッド・ヒート』（1985年）とブリジット・ニールセン主演の『チェーンヒート2』（1993年）では、アメリカ人観光客が海外で投獄される。両作品とも、無実の女性が外国の刑務所に入れられ、サディスティックな看守や残忍なレイプに直面することを強いられるという内容である。このテーマを扱ったメインストリーム級の非エクスプロイテーション映画的な刑務所映画としては、ニコール・キッドマン主演の『囚われた女』（1989年）やクレア・デインズ主演の『ブロークダウン・パレス』（1999年）があり、いずれもタイを舞台に、麻薬密輸の容疑で投獄された女性たちを主人公にしている。また、トルコを舞台とした『監獄レイプ/いじくられた女囚』（1993年）では、コカイン所持の冤罪で刑務所に入れられた無実のアメリカ人女性4人組が描かれている。
ジョナサン・デミ監督の『女刑務所/白昼の暴動』（1974年）は、女囚映画の中でもよく知られた作品のひとつで、その皮肉めいたアプローチとホラーアイコンでもあるバーバラ・スティールを看守役に起用したことから、カルト的な人気を博している。また、ジョナサン・デミは1972年に『The Hot Box』の脚本も共同執筆していて、この作品で、自分たちを捕らえたゲリラに対して反乱を起こして脱獄を決行する女性捕虜たちを描いている。
2000年代になり、コディ・ジャレット（Cody Jarrett）監督の『Sugar Boxx』（2009年）やスティーヴ・バルダーソン監督の『Stuck!』（2010年）といった70年代の女囚映画の名作をパロディやオマージュした作品が登場した。両作品とも、典型的な女囚映画のキャラクターや、先が読めるような展開、全体的に似たようなプロットを含むことで、より古典的な女囚映画を模倣している。

### イタリア
イタリアのエクスプロイテーション映画の監督たちは、アメリカ合衆国で製作されたものよりはるかに生々しいセックスや暴力描写のある女囚映画を数多く製作した。
ブルーノ・マッテイは『女囚エマニュエル』（1985年）、『謎のプリズナー“♀”/女囚No.1369』（1982年）、『プリズンアイランド/拷問地獄女刑務所』（2006年）を監督した。その他のイタリア映画作品には、『ショッキング・ブルー/女囚アンジェラ』（1984年）、『アマゾネス・プリズン』（1991年）などがある。
ナチスプロイテーションというサブジャンルは、戦時中の収容所で虐待を受ける女性捕虜という同じテーマで構成されている。このような映画の多くは、映画業界が成長し続けていた1970年代後半から1980年代前半にかけて製作されたものである。このジャンルには以下の様な作品が代表例として挙げられる：
- SS Experiment Camp（1976年） - 監督：Sergio Garrone
- SS Camp 5: Women's Hell（1977年） - 監督：Sergio Garrone
- Perverse oltre le sbarre（1984年） - 脚本：Sergio Garrone
- Detenute violente（1984年） - 脚本：Sergio Garrone
- 『ゲシュタポ卐収容所（英語版）』　L'ultima orgia del III Reich（1977） - 監督：チェーザレ・カネヴァリ（英語版）
- Helga, la louve de Stilberg（1978年） - 監督：Patrice Rhomm
- 『ゲシュタポ超特急/地獄行最終便（英語版）』　Elsa Fräulein SS（1977年） - 監督：Patrice Rhomm
- 『女囚ファイル/獣人地獄!ナチ女収容所（英語版）』　La Bestia in calore（1977年） - 監督：Luigi Batzella
- 『第7監房の女囚たち（英語版）』　Diario segreto da un carcere femminile（1973年） - 監督：Rino Di Silvestro
- 『ナチ(秘)女収容所/ゲシュタポ・ハーレム（英語版）』　La svastica nel ventre（1977年） - 監督：Mario Caiano

このような映画は、アメリカ・カナダ製作の『イルザ』シリーズから部分的に影響を受けている。

### アジア
第二次世界大戦中、日本の収容所や捕虜収容所で中国人女性が虐待された様子が、香港映画で描かれている。代表的なものに、ビルテ・トーブ主演の『女集中營』（1973年）、『獄女集中營』（1976年）がある。『従軍慰安婦2』（1992年）では、日本人の女性従軍記者が戦地で慰安婦にされることになる。
『女淫地獄絵巻』（1994年）とその続編は、中国の清朝時代の史料をもとにした作品である。性に関する話題は「中国の伝統的な社会では通常タブーとされている」ため、映画業界ではスキャンダラスな作品として多くの人の顰蹙を買っている。

### 日本
日本ではこのジャンルのごく初期の例として、怪談映画で評判をあつめていた中川信夫が1960年に監督した『女死刑囚の脱獄』がある。また篠原とおるの漫画を原作とする『女囚701号/さそり』（1972）は梶芽衣子を主役に立ててシリーズ化（女囚さそりシリーズ）され、リメイク版も製作されるなど人気を博した。このほか70年代には日活でも小原宏裕『新・実録おんな鑑別所』（1976）、白井伸明『おんな刑務所』(1978)、林功『女囚１０１　性感地獄』（1976）などが製作された。1990年代に入っても、伊庭晋太郎作・ 土山しげる画の漫画『マリア ブーメランのように』を原作とする『女囚処刑人マリア』（1995）などが製作されている。

## サブジャンル
「ジャングル刑務所（jungle prison）」というサブジャンルは、南米や東南アジアの腐敗した独裁者が運営する架空のバナナ共和国を舞台にした映画である。その大半は、制作費の安いフィリピンで撮影された。そのような映画では、性的魅力のある囚人たちが柵で囲われた収容所に集められ、サトウキビの刈り取りや採石場での掘削作業などの重労働に従事させられ、奴隷のようにこき使われている。一方で、この手の映画では通常、クライマックスの暴動にて、どさくさに紛れて悪役たる人物が殺されたり、政治犯が他の囚人によって解放されるといった革命物語的なサブプロットが描かれる。女優のパム・グリアは、ロジャー・コーマン監督の『残酷女刑務所』とその続編『残虐全裸女収容所』、『女体拷問鬼看守パム』、『Black Mama White Mama』（ジョナサン・デミ共同脚本）などのフィリピン・ジャングル映画（Filipino jungle films）で主演を務めている。
『性獣女徒刑囚』（1972年）にはフィリス・デイヴィスが主演し、『バトルプリズン/女囚肉弾』（1994年）ではジュエル・シェパードが潜入捜査官役で出演していた。イタリアの映画としては、特に残酷な『女囚SEX集団』（1980年）と、その続編『虐体女刑務所』（1980年）が挙げられる。ジェス・フランコ監督の『ウーマン・プリズン/私刑』（1981年）では、剣闘士の死闘や、ワニが棲む沼地で動物のように狩られる囚人などのシーンが登場する。

## 一覧

### 1940年代
| 1944 | Two Thousand Women | イギリス |  |

### 1950年代
| 1950 | 三人の帰宅 Three Came Home | アメリカ合衆国 | クローデット・コルベール |
| 1950 | 女囚の掟 Caged             | アメリカ合衆国 | エリノア・パーカー       |

### 1960年代
| 年   | 邦題 原題                                              | 製作国   | 主人公（女囚役） | 備考       | Ref |
| ---- | ------------------------------------------------------ | -------- | ---------------- | ---------- | --- |
| 1969 | 象牙色のアイドル La residencia The House That Screamed | スペイン |                  | ホラー映画 |     |

### 1970年代
| 年   | 邦題 原題                                                                      | 製作国                    | 主人公（女囚役）                                                | 収監国                      | 備考                                                       | Ref |
| ---- | ------------------------------------------------------------------------------ | ------------------------- | --------------------------------------------------------------- | --------------------------- | ---------------------------------------------------------- | --- |
| 1971 | 残酷女刑務所 The Big Doll House                                                | アメリカ合衆国 フィリピン |                                                                 |                             |                                                            |     |
| 1972 | 残虐全裸女収容所 The Big Bird Cage                                             | アメリカ合衆国 フィリピン |                                                                 |                             |                                                            |     |
| 1972 | The Hot Box                                                                    | アメリカ合衆国            | Andrea Cagan Margaret Markov Rickey Richardson ローリー・ローズ | the Republic of San Rosario |                                                            |     |
| 1972 | 性獣女徒刑囚 Sweet Sugar                                                       | アメリカ合衆国            | フィリス・デイヴィス                                            |                             |                                                            |     |
| 1973 | 第7監房の女囚たち Diario segreto da un carcere femminile Women in Cell Block 7 | イタリア アメリカ合衆国   |                                                                 |                             | 別邦題：イタリア女囚物語/鉄格子の中の愛欲                  |     |
| 1973 | 女集中營 The Bamboo House of Dolls                                             | イギリス領香港            | ビルテ・トーヴェ                                                | 中華民国                    |                                                            |     |
| 1973 | Terminal Island                                                                | アメリカ合衆国            |                                                                 |                             |                                                            |     |
| 1974 | 女刑務所/白昼の暴動 Caged Heat                                                 | アメリカ合衆国            | エリカ・ギャビン                                                | アメリカ合衆国              | 別題：Renegade Girls 別邦題：ケージド・ヒート ～女囚物語～ |     |
| 1974 | セクシー・ソルジャーズ Savage Sisters                                          | フィリピン アメリカ合衆国 |                                                                 |                             |                                                            |     |
| 1976 | Lager SSadis Kastrat Kommandantur SS Experiment Camp                           | イタリア                  |                                                                 |                             | 別題：SS Experiment Love Camp                              |     |
| 1976 | 獄女集中營 Great Escape from a Women's Prison                                  | 韓国 台湾 イギリス領香港  |                                                                 | 中華民国                    | 別題：女囚大脱獄                                           |     |
| 1977 | SS Lager 5: L'inferno delle donne SS Camp 5: Women's Hell                      | イタリア                  |                                                                 |                             |                                                            |     |
| 1977 | ゲシュタポ卐収容所 L'ultima orgia del III Reich The Gestapo's Last Orgy        | イタリア                  |                                                                 |                             |                                                            |     |
| 1977 | 女囚ファイル/獣人地獄!ナチ女収容所 La Bestia in calore The Beast in Heat       | イタリア                  |                                                                 |                             | 別題：SS Hell Camp                                         |     |
| 1977 | ナチ(秘)女収容所/ゲシュタポ・ハーレム La svastica nel ventre Nazi Love Camp 27 | イタリア                  |                                                                 |                             |                                                            |     |
| 1977 | ゲシュタポ超特急/地獄行最終便 Elsa Fräulein SS                                 | フランス                  |                                                                 |                             | 別題：Captive Women 4                                      |     |
| 1978 | Helga, la louve de Stilberg Helga, She Wolf of Spilberg                        | フランス                  |                                                                 |                             |                                                            |     |
| 1979 | 女子刑務所/恐怖の人体実験 Human Experiments                                    | アメリカ合衆国            |                                                                 |                             | 別題：Beyond the Gate                                      |     |

### 1980年代
| 年   | 邦題 原題                                                                                   | 製作国                  | 主人公（女囚役）     | 収監国         | 備考                                     | Ref |
| ---- | ------------------------------------------------------------------------------------------- | ----------------------- | -------------------- | -------------- | ---------------------------------------- | --- |
| 1980 | 女囚SEX集団 Femmine infernali Escape from Hell                                              | イタリア スペイン       |                      |                | 別邦題：地獄の女囚ハーレム               |     |
| 1980 | 虐体女刑務所 Orinoco: Prigioniere del sesso Hotel Paradise                                  | イタリア スペイン       |                      |                |                                          |     |
| 1981 | ウーマン・プリズン/私刑 Sadomania - Hölle der Lust Hellhole Women                           | スペイン 西ドイツ       |                      |                | 別邦題：サドマニア                       |     |
| 1982 | コンクリート・ジャングル The Concrete Jungle                                                | アメリカ合衆国          | ジル・セント・ジョン | アメリカ合衆国 | 別邦題：恐怖の暴力女刑務所               |     |
| 1982 | 謎のプリズナー“♀”/女囚No.1369 Violenza in un carcere femminile Violence in a Women's Prison | イタリア フランス       | ラウラ・ジェムサー   | ポルトガル     | 別題：Caged Women                        |     |
| 1983 | チェーンヒート Chained Heat                                                                 | アメリカ合衆国 西ドイツ | リンダ・ブレア       |                |                                          |     |
| 1984 | ショッキング・ブルー/女囚アンジェラ Femmine in fuga Women in Fury                           | イタリア ブラジル       | スザネ・カルヴァリョ | ブラジル       |                                          |     |
| 1984 | Perverse oltre le sbarre Hell Behind the Bars                                               | イタリア                |                      |                |                                          |     |
| 1984 | Detenute violente Captive Women Hell: Hell Penitentiary                                     | イタリア                |                      |                | 別題：Captive Women 8: Hell Penitentiary |     |
| 1985 | 女囚エマニュエル Blade Violent Women's Prison Massacre                                      | フランス イタリア       | ラウラ・ジェムサー   | イタリア       |                                          |     |
| 1985 | レッド・ヒート Red Heat                                                                     | アメリカ合衆国          | リンダ・ブレア       | 東ドイツ       |                                          |     |
| 1985 | ヘルホール Hellhole                                                                         | アメリカ合衆国          |                      |                |                                          |     |
| 1986 | 宇宙要塞からの脱出 Prison Ship                                                              | アメリカ合衆国          |                      |                | 別題：Star Slammer                       |     |
| 1989 | Caged in Paradiso                                                                           | アメリカ合衆国          |                      |                | 別題：Maximum Security                   |     |
| 1989 | 囚われた女 Bangkok Hilton                                                                   | オーストラリア          | ニコール・キッドマン | タイ           | ミニシリーズ作品                         |     |

### 1990年代
| 年   | 邦題 原題                                                      | 製作国                    | 主人公（女囚役）                                       | 収監国   | 備考                               | Ref |
| ---- | -------------------------------------------------------------- | ------------------------- | ------------------------------------------------------ | -------- | ---------------------------------- | --- |
| 1991 | アマゾネス・プリズン Caged - Le prede umane Caged Women        | イタリア ポルトガル       | Pilar Orive                                            | 南米某国 | 別題：Caged Women in Purgatory     |     |
| 1992 | 従軍慰安婦2 軍妓 Comfort Women                                 | イギリス領香港            | Lily Lee                                               | 中華民国 |                                    |     |
| 1993 | チェーンヒート2 Chained Heat 2                                 | アメリカ合衆国            | ブリジット・ニールセン                                 | チェコ   |                                    |     |
| 1993 | 監獄レイプ/いじくられた女囚 Prison Heat                        | アメリカ合衆国            | Rebecca Chambers Lori Jo Hendrix Kena Land Toni Naples | トルコ   | 別題：プリズン・ヒート/女囚脱獄    |     |
| 1994 | 女淫地獄絵巻 滿清十大酷刑                                      | イギリス領香港            |                                                        |          |                                    |     |
| 1994 | バトルプリズン/女囚肉弾 Caged Heat 2: Stripped of Freedom      | フィリピン アメリカ合衆国 | ジュエル・シェパード                                   |          |                                    |     |
| 1995 | スペース・プリズン/美女SM収容所 Caged Heat 3000                | アメリカ合衆国            |                                                        |          |                                    |     |
| 1995 | プリズン・エンジェルズ Cellblock Sisters: Banished Behind Bars | アメリカ合衆国            |                                                        |          |                                    |     |
| 1998 | ボディ・ハンティング Chained Heat 3: Hell Mountain             | カナダ                    |                                                        |          |                                    |     |
| 1998 | Dark Confessions                                               | カナダ · チェコ           |                                                        |          | 別題：Bound Heat: Dark Confessions |     |
| 1999 | ブロークダウン・パレス Brokedown Palace                        | アメリカ合衆国            | クレア・デインズ                                       | タイ     |                                    |     |

### 2000年代
| 年   | 邦題 原題                                                                | 製作国                           | 主人公（女囚役）   | 収監国                     | 備考                                                       | Ref |
| ---- | ------------------------------------------------------------------------ | -------------------------------- | ------------------ | -------------------------- | ---------------------------------------------------------- | --- |
| 2001 | ストレンジャー・インサイド Stranger Inside                               | アメリカ合衆国                   | ヨランダ・ロス     | アメリカ合衆国             | テレビ映画                                                 |     |
| 2002 | プリズンヒート Chained Rage: Slave to Love                               | カナダ · チェコ                  |                    |                            | 別題：Bound Heat: Chained Rage                             |     |
| 2003 | Bound Cargo                                                              | アメリカ合衆国 · カナダ · チェコ |                    |                            |                                                            |     |
| 2005 | ヴァージンオークション2/振袖の調教 School of Surrender                   | カナダ · チェコ                  |                    |                            |                                                            |     |
| 2006 | プリズンアイランド/拷問地獄女刑務所 Anime perse The Jail: A Women's Hell | イタリア                         | イヴェット・イゾン | アジア某国 （ フィリピン） | オリジナルビデオ作品 別題：The Jail: l'inferno delle donne |     |
| 2006 | プリズン・デッド/女囚VS狼女 Werewolf in a Women's Prison                 | アメリカ合衆国                   |                    |                            |                                                            |     |
| 2007 | ヴァージンハンター The Slave Huntress                                    | チェコ                           |                    |                            |                                                            |     |
| 2008 | ナチス女収容所 No Escape                                                 | チェコ                           |                    |                            |                                                            |     |
| 2009 | Caligula's Spawn                                                         | チェコ                           |                    |                            |                                                            |     |
| 2009 | Sugar Boxx                                                               | アメリカ合衆国                   | Geneviere Anderson | アメリカ合衆国             |                                                            |     |

## 関連するジャンル

### ナンスプロイテーション
ナンスプロイテーション（修道女（ナン）+エクスプロイテーション）というサブジャンルは、女囚映画と同じ時期に生み出され、同じような基本要素で構成されている。牢獄のような隔離された修道院を舞台に、性的抑圧を受けた修道女たちがレズビアンや世間とはかけ離れた性的倒錯行為を横行させる物語となっている。
修道院長は通常、残酷で腐敗した看守のような規律に厳格な人物である。修道女たちは囚人のように扱われ、規則を破った者は鞭打ちや異端審問のような拷問を受ける。宗教的な罪悪感の要素が追加されたことで、マゾヒズムや自虐的な行為に耽るシーンもある。

### 複数のジャンルが融合した女囚映画
女囚映画は、ホラーやSFなど、他の分野や映画ジャンルでも展開されているプロット要素となっている。
ヨーロッパにおけるホラーとのハイブリッド作品としては、1969年のスペイン映画『象牙色のアイドル』が有名である。厳しい躾をする女性教師（リリー・パルマー）が経営する、不良少女たちのための施設に、サイコキラーが潜んでいる。この画期的な作品は、ダリオ・アルジェント監督のスリラー映画『サスペリア』を筆頭に、多くの作品に影響を与えた。
囚人たちがマッドサイエンティストによって人体実験されるホラー映画的な女囚映画は多数製作されており、一例としては『女子刑務所/恐怖の人体実験』（1979年）や『ヘルホール』（1985年）が挙げられる。
『プリズン・デッド/女囚VS狼女』（2006年）は、モンスター映画的な側面を持つ、女囚映画である。
『スペース・プリズン/美女SM収容所』（1995年）には、リサ・ボイル（Cassandra Leigh名義で出演）が小惑星にある宇宙刑務所の囚人として出演している。電気ブラジャーによる拷問や牛追い棒のような棒など、近未来的な演出が盛り込まれている。
『宇宙要塞からの脱出』 (1986年) は、未来を舞台にした、いくつかの低予算の宇宙サーガの1つである。
『ボディ・ハンティング』（1998年）と『プリズンヒート』（2002年）は、どちらも核戦争後の野蛮な世界を舞台に、囚人奴隷が鉱山で強制労働を強いられるという設定となっている。
フィリス・デイヴィスやトム・セレック、マータ・クリステンが出演した『Terminal Island』（1973年）と、アイリーン・キャラ主演の『Caged in Paradise』（1989年）は、いずれも刑務所も看守もいない孤島の流刑地が舞台となっている一方、受刑者たちは自活しなければならない設定である。
ジャネット・パールマンの風刺的なグラフィックノベル『Penguins Behind Bars』は、女囚ものというジャンルのパロディである。この作品は後にパールマン自身の手によって短編アニメ化され、アメリカのカートゥーン ネットワークで放映された。

## 女囚映画製作側
近年、『チェインヒート2』を製作したカナダのノースアメリカン・ピクチャーズ（North American Pictures）は、R指定のエロティックな女囚映画や、ナチスプロイテーション映画、女性奴隷映画を製作するために、チェコにバウンドヒート・フィルムズ（Bound Heat Films）という別の製作会社を設立した。その多くに、リーナ・リッフェル（『ショーガール』にも出演）が出演している。タイトルは以下の通り。
- 『ヴァージンオークション2/振袖の調教』　School of Surrender（2005年）
- Dark Confessions（1998年）
- Stories from Slave Life（2009年）
- 『ナチス女収容所』　No Escape（2008年）
- Caligula's Spawn（2009年）
- 『ヴァージンハンター』　The Slave Huntress（2007年）
- Bound Cargo（2003年）

厳密にはポルノとは言えないが、上記のような映画での多くのヌードシーンは、ドラマチックな要素としてフェティシズム的に描かれている。
Bars and Stripesは、ラインナップとして刑務所を舞台にしたBDSMフェチ映画に特化したウェブサイトを運営しているビデオ制作会社である。サイトには繰り返し登場する「女囚」たちの顔写真やプロフィールが掲載されている。この会社が制作する作品のほとんどは、継続的なストーリーの一部である。また、刑務所フェチ映画を独占的に制作している会社には、他に以下のような制作会社がある。
- Chain Gang Girls
- CagedTushy.com
- SpankCamp.com

シェリル・ダニー（Cheryl Dunye）は、インディペンデント映画系プロデューサーで、アフリカ系アメリカ人の若い女性が、服役中の母親と再会するために、少年院でわざと悪さをして女子刑務所に移送される姿を描いた刑務所ドラマ『Stranger Inside』（2001年）を製作した。

### 書誌情報
- Bouclin, Suzanne (2007). Caging women: punishment, judgment, reform, and resistance in women in prison films (LL.M. thesis). University of Manitoba. OCLC 855390949。
- Bouclin, Suzanne (2009). “Women in prison movies as feminist jurisprudence”. Canadian Journal of Women and the Law 21 (1):  19–34. doi:10.3138/cjwl.21.1.19. SSRN 1866026.
- Clowers, Marsha (2001). “Dykes, gangs, and danger: debunking popular myths about maximum-security life”. Journal of Criminal Justice and Popular Culture 9 (1):  22–30. Pdf. Archived 2009-02-19 at the Wayback Machine.
- Mayne, Judith (2000), “Caged and framed: the women-in-prison film”, in Mayne, Judith, Framed: lesbians, feminists, and media culture, Minneapolis: University of Minnesota Press, pp. 115–147, ISBN 978-0-8166-3457-6.
- Morey, Anne (Summer 1995). “"The judge called me an accessory": women's prison films, 1950-1962”. Journal of Popular Film & Television 23 (2):  80–87. doi:10.1080/01956051.1995.9943692.
- Rapaport, Lynn (Fall 2003). “Holocaust pornography: profaning the sacred in Ilsa, She-Wolf of the SS”. Shofar: An Interdisciplinary Journal of Jewish Studies 22 (1):  53–79. doi:10.1353/sho.2003.0100.
- Waller, Gregory A. (Fall 1983). “Auto-erotica: some notes on comic softcore films for the drive-in circuit”. Journal of Popular Culture 17 (2):  135–141. doi:10.1111/j.0022-3840.1983.1702_135.x.
- Danuta Walters, Suzanna (2001), “Caged heat: the (r)evolution of women-in-prison films”, Reel knockouts violent women in the movies, Austin, Texas: University of Texas Press, pp. 106–123, ISBN 978-0-292-75251-1.
- Williams, Melanie (March 2002). “Women in prison and women in dressing gowns: rediscovering the 1950s films of J. Lee Thompson”. Journal of Gender Studies 11 (1):  5–15. doi:10.1080/09589230120115121.
- Savage, Ann M (2008). "Women film directors and producers". Butler University Libraries. 390. Pdf.